# Ghlig Ehl Beye (Hodh-Charghi)
Ghlig Ehl Beye è uno dei sette comuni del dipartimento di Djiguenni, situato nella regione di Hodh-Charghi in Mauritania. Nel censimento della popolazione del 2000 contava 4.564 abitanti.